# Gołąb (powiat Puławski)
Gołąb is een dorp in de Poolse woiwodschap Lublin. De plaats maakt deel uit van de gemeente Puławy en telt 3500 inwoners.